# Godspeed On The Devil’s Thunder
Godspeed on the Devil's Thunder es el octavo álbum de estudio de la banda de extreme metal Cradle of Filth. El álbum es sobre la historia del legendario asesino en serie del siglo XV, Gilles de Rais, un noble francés que luchó junto a Juana de Arco y acumuló una gran riqueza, pero luego, llegó a ser un asesino en serie y satanico.
El álbum fue lanzado el 27 de octubre de 2008, por Roadrunner Records, y una vez más, Doug Bradley ayuda en la narración del álbum (como en Midian, Nymphetamine y Thornography).
Una edición especial, contiene material extra.

## Lista de canciones
1. "In Grandeur and Frankincense Devilment Stirs" – 2:27
2. "Shat Out of Hell" – 5:03
3. "The Death of Love" – 7:13
4. "The 13th Caesar" – 5:35
5. "Tiffauges" – 2:14
6. "Tragic Kingdom" – 5:59
7. "Sweetest Maleficia" – 5:59
8. "Honey and Sulphur" – 5:37
9. "Midnight Shadows Crawl to Darken Counsel with Life" – 8:58
10. "Darkness Incarnate" – 8:55
11. "Ten Leagues Beneath Contempt" – 4:58
12. "Godspeed on the Devil's Thunder" – 5:36
13. "Corpseflower" – 2:41

## Bonus tracks de edición especial
1. "Balsamic and Anathema" – 6:05
2. "A Thousand Hands on the Maid of Ruin" (Instrumental) – 8:04
3. "Into the Crypt of Rays" (Celtic Frost cover) – 4:10
4. "Devil to the Metal" – 6:18
5. "Courting Baphomet" – 5:17
6. "The Love of Death" (remix) – 5:13
7. "The Death of Love" (demo) – 7:16
8. "The 13th Caesar" (demo) – 5:27
9. "Dirge Inferno" (live) – 6:45
10. "Dusk and Her Embrace" (live) – 5:46

## Personal
- Dani Filth – Voz
- Paul Allender – Guitarra
- Dave Pybus – Bajo
- Martin Škaroupka – Batería
- Mark Newby-Robson – Teclado
- Doug Bradley – Narración
- Sarah Jezebel Deva – Voz de acompañamiento
- Luna Scarlett Davey - Narración infantil
- Carolyn Gretton - Voz femenina
- Elissa Devins, Julie Devins, Leanne Harrison, Carolyn Gretton, Tonya Kay, Rachel Marshall-Clarke, Liz Willgoose, Laura Willgoose - Coros
- Andy Sneap – Productor
- Charles Hedger – Guitarra en vivo
- Rosie Smith – Teclado en vivo

## Posiciones en listas
| Año  | Álbum                           | Lista               | Posición |
| ---- | ------------------------------- | ------------------- | -------- |
| 2008 | Godspeed On The Devil’s Thunder | "Hard Rock Albums"  | N.º 6    |
| 2008 | Godspeed On The Devil’s Thunder | "Rock Albums"       | N.º 17   |
| 2008 | Godspeed On The Devil’s Thunder | "Top Billboard 200" | N.º 48   |